# CAC Mid 60
Le CAC Mid 60 est un indice boursier utilisé à la bourse de Paris depuis le 21 mars 2011. Il regroupe soixante entreprises d'importance nationale ou européenne. Il suit immédiatement le CAC 40 et le CAC Next 20 et forme avec eux le SBF 120. 

## Historique
L'indice a commencé sa première cotation officielle le 1er janvier 2005 sous le nom CAC Mid 100, mais avait déjà été défini le 31 décembre 2002 avec 3 000 points de base. L'échantillon des valeurs éligibles est alors constitué des valeurs de l'indice SBF 250 dont on retire les valeurs des indices CAC 40, CAC Next 20 et CAC Small 90.
De 2005 à 2011, il regroupait cent valeurs sous le nom CAC Mid 100. Son code mnémonique est CACMD (anciennement CM100).
Le 21 mars 2011, dans le cadre d'une refonte de la place boursière parisienne, le Cac Mid 100 est réduit à 60 valeurs pour former le CAC Mid 60.

## Méthodologie
Cet indice est pondéré par la capitalisation boursière flottante des entreprises, ce qui signifie que les sociétés ayant une plus grande capitalisation flottante ont un poids plus important dans l'indice. Il est calculé en temps réel et actualisé toutes les 15 secondes pendant les heures de marché.

## Composition
Le CAC Mid 60 inclut 60 entreprises, choisies en fonction de leur capitalisation boursière flottante et leur liquidité. La sélection est revue trimestriellement pour s'assurer que l'indice reflète toujours les entreprises les plus représentatives de ce segment de marché.
Les soixante valeurs de l'indice :

## Indices complémentaires
En mars 2011, deux variantes spécifiques du CAC Mid 60 ont été introduites pour offrir des perspectives différentes sur la performance de l'indice :
- CAC Mid 60 GR (Gross Return) : Cet indice réintègre les dividendes bruts dans le calcul de la performance, permettant ainsi de mesurer un rendement total théorique. Son code mnémonique est CACMN.
- CAC Mid 60 NR (Net Return) : Contrairement au GR, cet indice prend en compte les dividendes nets, c’est-à-dire après déduction des impôts, pour refléter un rendement plus réaliste. Son code mnémonique est CACMR.